# Паста ДОІ
Паста ДОІ (рос. паста ГОИ) — паста для обробки деталей, що була розроблена Державним оптичним інститутом (ДОІ). Використовувалась для шліфування, притирання, доведення і полірування деталей із загартованої, цементованої і сирої сталі, а також чавуну, кольорових металів і скла.

## Сорти
Паста виготовлялась трьох сортів: груба (40–17 мікрон) — для шліфування і притирання, середня (16–8 мікрон) — для доведення і тонка (7–1 мікрон) — для полірування. Кожен сорт застосовувався для видалення слідів попередньої, більш грубої обробки.

## Склад пасти
До складу пасти входили: окис хрому, силікагель, стеаринова і олеїнова кислоти, розтоплений жир, двовуглекисла сода і гас.
Форма готової пасти може бути виконана в формі спресованого олівця.

## Короткі відомості про обробку поверхонь пастою
Отримання дзеркальної поверхні на загартованій сталі досягається набагато легше, ніж на чавуні чи бронзі. Добре відполіровані деталі менше піддаються корозії, а добре оброблені деталі, будучи більш точними, менше зношуються.
З огляду на те, що полірування проходить на шарі полірувальних речовин, слід мати на увазі, що цей шар при дуже рідкому стані шару нанесеної пасти (багато гасу) може бути витіснений з проміжку між деталлю і полірувальником або ж, навпаки, недостатня кількість гасу викличе нерівномірне розташування пасти. Таким чином, надлишок або недостатність гасу впливають на якість і швидкість обробки.

### Груба паста
При значних виробітках чи перекосах спрацьованої деталі, а також при грубій обробці нової деталі попередня їх підготовка на верстаті, наждачному крузі чи терпугом вручну є обов'язкова. Лише після цього вони притираються на полірувальнику 40- або 30-мікронною пастою.
Після нанесення пасти на поверхню плити, обережно кладуть на неї деталь і при легкому натисканні рукою спокійно рухають її по плиті прямолінійними рухами від одного краю до іншого; при цьому повільно переміщають деталь в перпендикулярному до руху її напрямку з тим, щоб вся поверхня плити була використана рівномірно. Проходити по одному й тому ж місці більше 3–4 разів не варто, так як паста виснажується і, засмічуючись частинками металу, не дає потрібного ефекту. При появі подряпин під час притирання незалежно від їх виникнення, притирання треба припинити для того, щоб плиту і деталь промити гасом.

### Середня паста
Обробка середньою і тонкою пастою проводиться лише в тих випадках, коли деталь повинна бути дзеркальною.
Вказівки по роботі з грубою пастою повинні бути враховані і при роботі з середньою пастою. Підготовка деталей повинна бути проведена на грубій пасті. Робота на середній пасті ведеться таким же чином, як і на грубій. Шум при роботі нею стає майже невідчутним, а на полірувальнику залишається різкий чорний слід. Обробка виробу на середній пасті дозволяє провести контроль площинності за допомогою повірочного скла з точністю до одного мікрона.

### Тонка паста
Полірування тонкою пастою є найбільш важкою частиною роботи, і потребує спеціальних навичок і підготовки.
Всі зауваження до грубої і середньої пасти повинні бути врахованими. Якість поверхні має бути вельми високою: чистою, гладкою, блискучою і не повинна мати жодних подряпин. При роботі на чавунних плитах рух деталей по ним має відбуватись надзвичайно легко, без шуму і не повинно залишатись жодного сліду.

## Плити-полірувальники
Для обробки плоских поверхонь сталевих виробів використовують чавунні полірувальні плити з дрібнозернистого сірого чавуну, які мають ребра жорсткості на своїй нижній, неробочій поверхні. Розміри плит — 350×400 мм; 400×500 мм. Обробка деталей з сирої сталі, чавуну, кольорових металів проводиться зазвичай на плитах дзеркального скла розмірами 600х600х25 мм або 1000х600х30 мм. Проте, значно кращим є використання для цієї цілі скла пірекс (скло спеціального складу, яке має дуже малий коефіцієнт розширення).